# Nagyezsda Petrovna Romanova orosz hercegnő
Nagyezsda Petrovna orosz hercegnő (oroszul: Княжна Надежда Петровна Романова; Dulber, 1898. március 3. – Chantilly, 1988. április 21.) orosz hercegnő, házassága révén Orlova hercegné.

## Élete
Nagyezsda Petrovna hercegnő 1898 májusában jött világra Pjotr Nyikolajevics nagyherceg és Milica montenegrói királyi hercegnő harmadik gyermekeként. Ikertestvére, Szofja Petrovna hercegnő még születésük napján elhalálozott, így Nagyezsda Petrovna lett a család legifjabb tagja. Bár Romanov-házba született, nem viselhetett nagyhercegnői címet III. Sándor cár egyik törvénye értelmében. Édesanyja és anyai nagynénje, Anasztázia montenegrói királyi hercegnő lelkes hívei voltak Grigorij Raszputyinnak, akit az oroszok többsége szélhámosnak tartott, és aki nagy befolyással rendelkezett a cár és a cárné fölött.
Szülei kitűnő nevelést biztosítottak neki és két testvérének. Konsztantyin Konsztantyinovics nagyherceg utódjai mellett Nagyezsda Petrovna és testvérei a cári család legmagasabb színvonalú kulturális oktatásban részesült tagjai közé tartoztak. Kisebb gyermekként znamenkai otthonukban adtak elő színdarabokat a családnak, később pedig a Szergejevka magánszínházban, illetve nagynénjük, Anasztázia nagyhercegné otthonában is felléptek.
Az első világháború folyamán, 1915-ben Nagyezsda Petrovna a családjával a Kaukázusba költözött, mivel nagybátyját, ifjabb Nyikolaj Nyikolajevics nagyherceget kinevezték a terület cári helytartójává. A hercegnő nénje, Marina Petrovna elvégzett egy nővérképző tanfolyamot, majd Roman herceggel együtt trabzoni ezredhez állt be szolgálni ápolóként; Nagyezsda Petrovna még túl fiatalnak bizonyult a kórházi munkához.
A hercegnőt nem sokkal a világháború kitörése előtt jegyezte el egyik unokatestvére, Oleg Konsztantyinovics herceg, aki azonban nem sokkal a háború kitörése után, 1914. október 12-én belehalt a harctéren szerzett sérüléseibe. 1917. április 10-én Nagyezsda Petrovna feleségül ment Nyikolaj Vlagyimirovics Orlov herceghez (1896–1961), akitől két leánya született:
- Irina Nyikolajevna Orlova hercegnő (1918. március 17. – 1989. szeptember 16.), házassága révén Waldstätten báróné
- Kszenyija Nyikolajevna Orlova hercegnő (1921. március 27. – 1963. augusztus 17.), házassága révén Almont báróné.

A monarchia bukása, majd a bolsevikok hatalomátvétele után a család a Krímre menekült, ahol már több Romanov is gyülekezett, például Marija Fjodorovna anyacárné. 1918 novemberében egy brit hadihajó érkezett a Krímbe, menekülési lehetőséget felajánlva a cári család tagjainak, azonban ezzel csak néhányan éltek. 1919-ben a brit HMS Marlborough megismételte az ajánlatot, és ekkor már nem utasították vissza. Nagyezsda Petrovna és Nyikolaj Vlagyimirovics herceg kisbabája volt a hajó legfiatalabb utasa. Isztambulban  a família átszállt a HMS Nelsonra, mely Olaszországba vitte őket; Nagyezsda hercegnő ellenben férjével és férje családjával maradt. A házaspár a legtöbb száműzött oroszhoz hasonlóan Franciaországban telepedett le. A házasságuk nem működött, 1940-ben váltak el. Nyikolaj herceg New Yorkban halt meg 1961-ben, s minthogy nem született fiúgyermeke, vele együtt kihalt az Orlov család hercegi ága is. Nagyezsda Petrovna hercegnő huszonhét évvel később, 1988. április 21-én hunyt el a francia Chantilly városában.
Idősebb leánya, Irina Nyikolajevna kétszer ment férjhez, először egy német báróhoz, másodszor egy holland férfihez. Két gyermeke született, Erzsébet waldstätteni bárónő és egy illegitim fiú, Alekszej Nyikolaj Orlov. Fiatalabb leánya, Kszenyija Nyikolajevna is kétszer házasodott, mindkétszer francia arisztokratához ment hozzá. Neki is két gyermeke született, Calixte Nicholas August de Montaignac de Pessotte-Bressolles és Marie Isabelle Nadejda d’Almont bárónő.